# Il segreto di Villa Paradiso
Il segreto di Villa Paradiso è un film del 1940 diretto da Domenico Gambino.

## Trama
In una città argentina si trova un locale notturno, all'interno della "Villa Paradiso", che ospita anche una casa da gioco, dove una sera, un agente della polizia locale, si reca per investigare su una banda di falsari.
Ma l'agente viene ucciso, questo provoca una immediata mobilitazione del Capo della polizia che invia tre investigatori per l'inchiesta sul locale e sui suoi misteriosi proprietari.
Ben presto i poliziotti scopriranno che i dirigenti della villa sono anche i componenti della banda dei falsari, durante l'irruzione nel locale i tre vengono scoperti, ma sono messi in guardia dalla cantante del locale, che dà la possibilità agli agenti dopo una cruenta sparatoria di arrestare tutta la banda.

## Produzione
Prodotto da Federico D'Avack per la Sovrania Film, la pellicola, con l'aiuto alla regia di Roberto Bianchi, venne girata nei studi di Cinecittà nell'autunno del 1939.

## Distribuzione
Il film venne distribuito nel circuito cinematografico italiano nel gennaio del 1940.

## La critica
Giuseppe Isani nelle pagine di Cinema del 10 giugno 1940 « Gli elementi di ritmo e di stringato montaggio che caratterizzano in genere i film a sfondo criminal-poliziesco mancano a questo film. Sembra così di assistere alla narrazione di una storia continuamente frenata da un un'irriducibile balbuzie cinematografica che rallenta ogni cosa. Movimenti di macchina ingiustificati, primi piani che diventano fatti personali la filo-drammaticità di Giovanni Grasso sfiorano spesso la caricatura »